# Campionati del mondo di atletica leggera 2022 - Staffetta 4×400 metri maschile

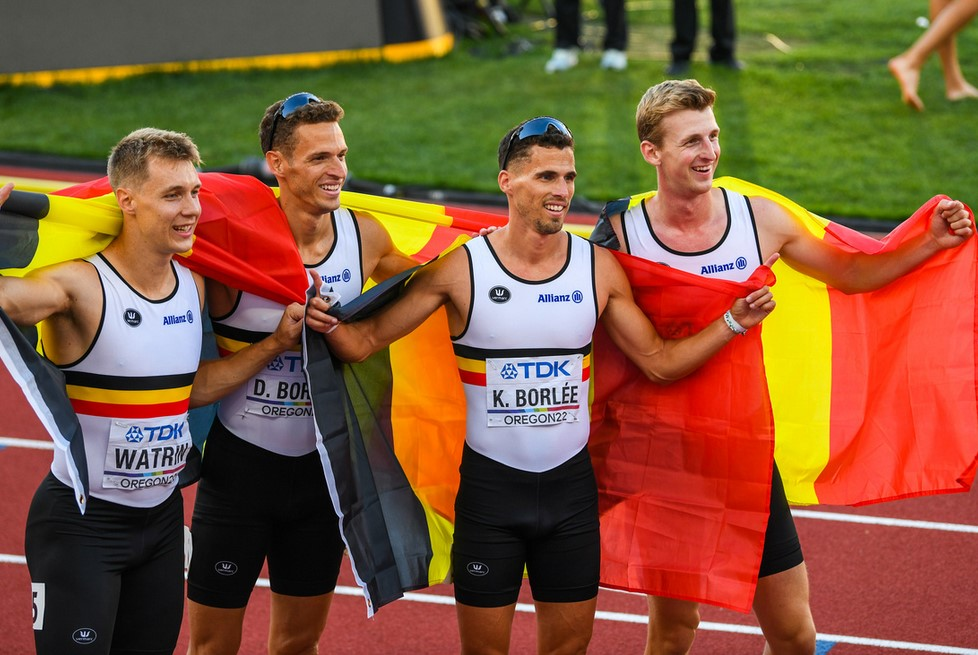
Squadra maschile del Belgio finalista nei 4x400 m

La staffetta 4×400 metri maschile dei campionati del mondo di atletica leggera 2022 si è svolta tra il 23 e il 24 luglio presso l'Hayward Field di Eugene, negli Stati Uniti d'America.

## Podio
| Pos.    | Nazionalità                                                                                                  | Prestazione |
| ------- | --- | ----------- |
| Oro     | Stati Uniti Elija Godwin, Michael Norman, Bryce Deadmon, Champion Allison, Vernon Norwood*, Trevor Bassitt*  | 2'56"17     |
| Argento | Giamaica Akeem Bloomfield, Nathon Allen, Jevaughn Powell, Christopher Taylor, Karayme Bartley*, Anthony Cox* | 2'58"58     |
| Bronzo  | Belgio Dylan Borlée, Julien Watrin, Alexander Doom, Kevin Borlée, Jonathan Sacoor*                           | 2'58"72     |

## Situazione pre-gara

### Record
Prima di questa competizione, il record del mondo (RM) e il record dei campionati (RC) erano i seguenti.
| Record                | Prestazione | Atleta                                                                   | Data                               | Competizione  |
| --------------------- | ----------- | ------------------------------------------------------------------------ | ---------------------------------- | ------------- |
| Record mondiale       | 2'54"29     | Stati Uniti Andrew Valmon, Quincy Watts, Harry Reynolds, Michael Johnson | 22 agosto 1993 Stoccarda, Germania | Mondiali 1993 |
| Record dei campionati | 2'54"29     | Stati Uniti Andrew Valmon, Quincy Watts, Harry Reynolds, Michael Johnson | 22 agosto 1993 Stoccarda, Germania | Mondiali 1993 |

### Campioni in carica
I campioni in carica, a livello mondiale e olimpico, erano:
| Campione | Atleta | Prestazione | Data                          | Competizione         |
| -------- | --- | ----------- | ----------------------------- | -------------------- |
| Olimpico | Stati Uniti Michael Cherry, Michael Norman, Bryce Deadmon, Rai Benjamin, Trevor Stewart*, Randolph Ross*, Vernon Norwood* | 2'55"70     | 7 agosto 2021 Tokyo, Giappone | Giochi olimpici 2021 |
| Mondiale | Stati Uniti Fred Kerley, Michael Cherry, Wilbert London, Rai Benjamin, Tyrell Richard*, Vernon Norwood*, Nathan Strother* | 2'56"69     | 6 ottobre 2019 Doha, Qatar    | Mondiali 2019        |

## Risultati

### Batterie
I primi tre di ogni serie (Q) e i due tempi migliori tra gli esclusi (q) si qualificano alla finale
| Pos. | Batteria | Corsia | Nazione           | Atleti                                                                      | Tempo   | Note                                     |
| ---- | -------- | ------ | ----------------- | --------------------------------------------------------------------------- | ------- | ---------------------------------------- |
| 1    | 1        | 6      | Stati Uniti       | Elija Godwin, Vernon Norwood, Bryce Deadmon, Trevor Bassitt                 | 2'58"56 | Q                                        |
| 2    | 1        | 5      | Giappone          | Fuga Sato, Kaito Kawabata, Julian Walsh, Yuki Joseph Nakajima               | 3'01"53 | Q                                        |
| 3    | 1        | 3      | Giamaica          | Akeem Bloomfield, Jevaughn Powell, Karayme Bartley, Anthony Cox             | 3'01"59 | Q                                        |
| 4    | 2        | 4      | Belgio            | Julien Watrin, Dylan Borlée, Jonathan Sacoor, Kevin Borlée                  | 3'01"96 | Q                                        |
| 5    | 2        | 5      | Rep. Ceca         | Matěj Krsek, Pavel Maslák, Michal Desenský, Patrik Šorm                     | 3'02"42 | Q                                        |
| 6    | 2        | 1      | Polonia           | Maksymilian Klepacki, Karol Zalewski, Mateusz Rzeźniczak, Kajetan Duszyński | 3'02"51 | Q                                        |
| 7    | 1        | 2      | Trinidad e Tobago | Dwight St. Hillaire, Jereem Richards, Asa Guevara, Kashief King             | 3'02"75 | q                                        |
| 8    | 2        | 8      | Francia           | Thomas Jordier, Loïc Prévot, Simon Boypa, Téo Andant                        | 3'03"13 | q                                        |
| 9    | 1        | 7      | Paesi Bassi       | Isayah Boers, Terrence Agard, Nick Smidt, Ramsey Angela                     | 3'03"14 | Miglior prestazione personale stagionale |
| 10   | 2        | 3      | Italia            | Lorenzo Benati, Vladimir Aceti, Brayan Lopez, Edoardo Scotti                | 3'03"43 | Miglior prestazione personale stagionale |
| 11   | 2        | 6      | Germania          | Marvin Schlegel, Manuel Sanders, Marc Koch, Patrick Schneider               | 3'04"21 |                                          |
| 12   | 1        | 8      | India             | Mohammad Anas, Muhammed Ajmal Variyathodi, Naganathan Pandi, Rajesh Ramesh  | 3'07"29 |                                          |
| 13   | 2        | 7      | Botswana          | Isaac Makwala, Zibane Ngozi, Keitumentse Maitseo, Leungo Scotch             | 3'07"32 | qR                                       |

### Finale
| Pos.    | Corsia | Nazione           | Atleti                                                                      | Tempo   | Note                                     |
| ------- | ------ | ----------------- | --------------------------------------------------------------------------- | ------- | ---------------------------------------- |
| Oro     | 6      | Stati Uniti       | Elija Godwin, Michael Norman, Bryce Deadmon, Champion Allison               | 2'56"17 | Miglior prestazione mondiale stagionale  |
| Argento | 8      | Giamaica          | Akeem Bloomfield, Nathon Allen, Jevaughn Powell, Christopher Taylor         | 2'58"58 | Miglior prestazione personale stagionale |
| Bronzo  | 5      | Belgio            | Dylan Borlée, Julien Watrin, Alexander Doom, Kevin Borlée                   | 2'58"72 | Miglior prestazione personale stagionale |
| 4       | 3      | Giappone          | Fuga Sato, Kaito Kawabata, Julian Walsh, Yuki Joseph Nakajima               | 2'59"51 | Record nazionale                         |
| 5       | 9      | Trinidad e Tobago | Dwight St. Hillaire, Jereem Richards, Shakeem Mc Kay, Asa Guevara           | 3'00"03 | Miglior prestazione personale stagionale |
| 6       | 1      | Botswana          | Zibane Ngozi, Leungo Scotch, Isaac Makwala, Bayapo Ndori                    | 3'00"14 | Miglior prestazione personale            |
| 7       | 2      | Francia           | Thomas Jordier, Loïc Prévot, Simon Boypa, Téo Andant                        | 3'01"35 | Miglior prestazione personale stagionale |
| 8       | 4      | Rep. Ceca         | Matěj Krsek, Pavel Maslák, Michal Desenský, Patrik Šorm                     | 3'01"63 | Record nazionale                         |
| 9       | 7      | Polonia           | Maksymilian Klepacki, Karol Zalewski, Mateusz Rzeźniczak, Kajetan Duszyński | 3'02"51 | Miglior prestazione personale stagionale |